# مايوود (ميزوري)
مايوود (بالإنجليزية: Maywood)‏ هي إحدى المجتمعات الفردية (غير مصنفة) في ولاية ميزوري في الولايات المتحدة الأمريكية.